# Myrmecaelurus longiventris
Myrmecaelurus longiventris là một loài côn trùng trong họ Myrmeleontidae thuộc bộ Neuroptera. Loài này được Zakharenko miêu tả năm 1983.